# غابة غابريتا
غابة غابريتا (بالإنجليزية: Gabreta Forest)‏ هي غابة قديمة ذكرها الجغرافيون اليونانيون سترابو وبطليموس. في السابق كان يطلق عليها سترابو غابريتا العظيمة. كانت تقع في بلد ماركومانيون و كوادي، جنوب جبال السوديت والتي تحددها بجبال شومافا اليوم التي تمتد على الحدود بين جمهورية التشيك وبافاريا. يُعتقد أن الاسم هو سيلتي حيث أن المنطقة جزء من بوهيميا التي قاد منها ماركوماني وكوادي سلتيك بوي قبل فترة ليست بالطويلة.[بحاجة لمصدر]